# Kazimierz Smoleń

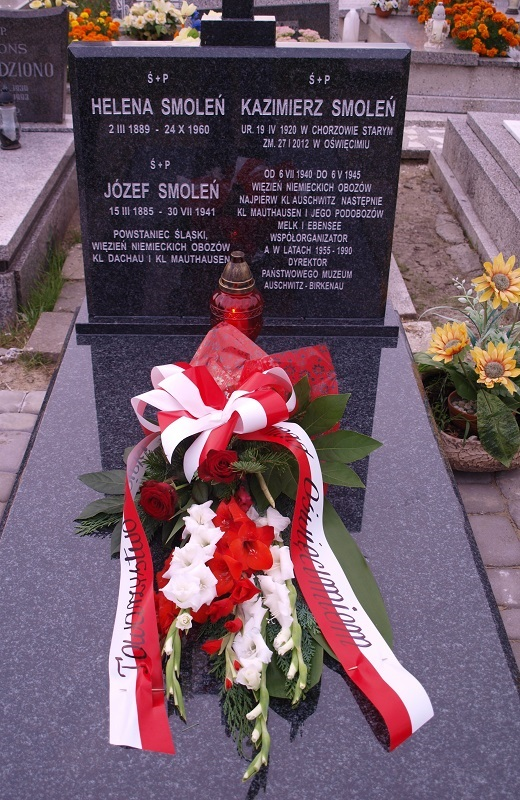
Das Grab von Kazimierz Smoleń auf dem Friedhof von Chorzów Stary

Kazimierz Smoleń (* 19. April 1920 in Chorzow, Oberschlesien; † 27. Januar 2012 in Oświęcim) war ein polnischer Widerstandskämpfer, Häftling im KZ Auschwitz und späterer Leiter des Staatlichen Museums Auschwitz-Birkenau.

## Leben
Der Jurastudent wurde am 15. April 1940 verhaftet, da er sich in Königshütte am polnischen Widerstand beteiligt hatte. Am 6. Juli 1940 wurde er in das Stammlager des KZ Auschwitz (Auschwitz I) eingewiesen, das zu dieser Zeit noch ein relativ kleines Lager war. Zunächst war Smoleń mit der Häftlingsnummer 1327 dem Baukommando zugeteilt, als das Vernichtungslager Auschwitz II erbaut wurde. Später wurde er zur Arbeit in der Schreibstube des KZ eingeteilt.
Insgesamt war Smoleń etwa 4,5 Jahre im Lagerkomplex Auschwitz inhaftiert. Ab Januar 1945 räumte die SS das Lager, Smoleń wurde am 18. Januar in ein Außenlager des KZ Mauthausen deportiert. Aus dem Außenlager Ebensee konnte er am 6. Mai 1945 befreit werden.
Smoleń kehrte nach Polen zurück und studierte Rechtswissenschaften an der Katholischen Universität Lublin. Anschließend betätigte er sich als Referendar bei Gericht.
Als einer der Mitbegründer des Staatlichen Museum Auschwitz-Birkenau arbeitete er zunächst in der dortigen Dokumentationsabteilung. Von 1955 bis 1990 war er Leiter der Gedenkstätte.
Smoleń gab eine der ersten Erinnerungsschriften von Überlebenden des Holocausts heraus: Erinnerungen Auschwitzer Häftlinge. Die deutschsprachige Erstausgabe erschien, übersetzt von Herta Henschel, 1970.
Er starb am 67. Jahrestag der Befreiung des KZ durch die Rote Armee.

## Zeitzeuge
Smoleń war später auch Zeuge in Nachkriegsprozessen, so im Frankfurter Auschwitzprozess im Verfahren gegen Hans Stark. Als Zeitzeuge und Mitglied des Internationalen Auschwitz-Komitees arbeitete er an Dokumentarfilmen, Ausstellungen und wissenschaftlichen Dokumentationen mit. Auch in Schulen und Universitäten hielt Smoleń Vorträge als Zeitzeuge.